# Nick Raskulinecz
Nick Raskulinecz (ur. 4 lutego 1970 w Knoxville, Tennessee) – amerykański muzyk, producent muzyczny oraz inżynier dźwięku, współpracujący między innymi ze studiem nagrań „Henson Recording Studios”, mieszczącym się na terenie Los Angeles. Laureat nagrody Grammy z 2003 roku. Raskulinecz najczęściej współpracuje z wykonawcami wywodzącymi się z kręgu muzyki rockowej oraz metalowej. Obecnie mieszka w Knoxville, Tennessee. Od 2011 występuje w alternatywnej grupie muzycznej Epic Ditch, której jest także producentem.

## Życiorys
Nick Raskulinecz pochodzi z obszaru Bearden w Knoxville w stanie Tennessee. W młodości grał w popularnym zespole reprezentującym styl thrash/funk Hypertribe. Prócz gry w zespole, Raskulinecz aktywnie udzielał się w roli producenta. Albumy grupy zostały wyprodukowane w Underground Recording Studio w Seymour w stanie Tennessee. Producentem nagrań był Matt Lincoln, któremu w dużym stopniu pomagał Raskulinecz. Ostatecznie zespół rozpadł się, a Raskulinecz związał się na stałe z zawodem producenta muzycznego. Przeprowadził się do Los Angeles i zatrudnił się w jednym ze tamtejszych studiów nagraniowych jako inżynier dźwięku, a następnie producent muzyczny. Od 2011 występuje w amerykańskim zespole rockowym Epic Dith.

## Produkcja
Jednymi z najbardziej znanych produkcji Raskulinecza są albumy grupy Foo Fighters – One by One (2002) oraz In Your Honor (2005). Zajął się także miksem trzech koncertowych albumów Foo Fighters – Everywhere but Home, Live at Wembley Stadium oraz Skin and Bones. Prócz pracy z grupą Foo Fighters, Raskulinecz współpracował również z takimi wykonawcami jak Trivium, Duff McKagan, Mondo Generator, Stone Sour, System of a Down, Danzig, The Exies, Ash, My Ruin, Velvet Revolver, Shadows Fall, Superdrag, Goatsnake, Marilyn Manson, Rye Coalition, Killing Joke, Queens of the Stone Age, Death Angel, Deftones, Danko Jones i kanadyjskim trio Rush. W 2009, Raskulinecz zajął się produkcją pierwszego studyjnego albumu od 14 lat grupy Alice in Chains – Black Gives Way to Blue. W 2011 Raskulinecz wyprodukował trzeci album grupy Evanescence, którego premiera odbyła się 7 października. W tym samym roku Raskulinecz zajął się realizacją i produkcją siódmej studyjnej płyty grupy Deftones Koi No Yokan.

## Filmografia
- Sound City (2013, film dokumentalny, reżyseria: Dave Grohl)[15][16]